# شريان خلفي علوي سنخي
ينشأ الشريان الخلفي العلوي السنخي من الشريان الفكي العلوي مع الشريان المداري السفلي في الانخفاض الجناحي الحنكي.

## الفروع
يهبط الشريان السنخي الخلفي العلوي عند أحدوبة الفك حيث ينقسم إلى فروع عديدة تتوزع لتزويد الضروس والضواحك والأغشية المخاطية في الجيب الفكي العلوي ثم يمتد إلى الأمام فوق البروز السنخي لإمداد اللثة.

## صور إضافية

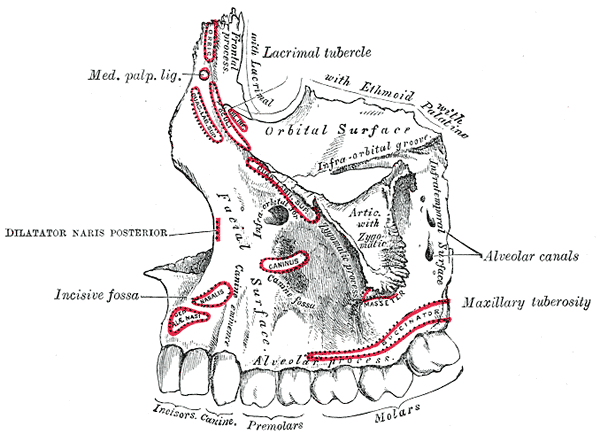
الفك الأعلى الأيسر. السطح الخارجي.